# Nationalpark Schantarskije ostrowa
Der Nationalpark Schantarskije ostrowa, originalsprachlich Nazionalny park «Schantarskije ostrowa» (russisch Национа́льный парк «Шанта́рские острова́»), ist ein Nationalpark auf dem Gebiet der Schantarinseln (Schantarskije ostrova) im Fernen Osten Russlands.

## Eigenschaften
Er wurde 2014 durch einen Erlass des Ministerpräsidenten Dmitri Medwedew ausgewiesen. Das Gebiet des Nationalparks umfasst 241.000 Hektar Land und 274.000 Hektar Meer, die Lebensraum für Grönlandwale und Pazifische Grauwale sind. Flüsse und Bäche der Inseln sind Laichgewässer unter anderem für Lachse. Außerdem leben im Nationalpark viele bedrohte Vogelarten, darunter der Riesen-Fischuhu, der Riesenseeadler und das Sichelhuhn.